# Ascherbach (Amper, Dachau)
Der Ascherbach ist ein 7,74 km langer Bach im Gemeindegebiet von Dachau, Bergkirchen und Olching. Er gehört zum Flusssystem der Isar.
Der Bach entsteht in Gräben in Olching. Diese ziehen sich nach Norden und nehmen den Forellenbach auf. Der Bach unterquert die Autobahn A8, nach einem Knick nach Nordosten verläuft er in einem Graben gerade weiter bis kurz vorm Stadtweiher.
Er tritt in das Stadtgebiet von Dachau ein und mündet dort als Holzgartenkanal von rechts in die Amper.
Der Ascherbach speist auch den westlichen Teil des Dachau-Schleißheimer-Kanals.
Auf historischen Karten noch mit einem Lauf, haben die Gräben im oberen Bereich des Ascherbachs mittlerweile einen zweiten Abflussweg, der den Ampersee speist und dann bereits vor Feldgeding als Neuer Ascherbach in die Amper mündet.